# Lingua pittica
Il pittico (codice ISO 639-3 xpi) è una lingua celtica estinta, parlata dall'antico popolo dei Pitti, che un tempo abitava nell'attuale Scozia, nel territorio a nord della linea Glasgow-Edimburgo.

## Classificazione linguistica
L'evidenza di toponimi e antroponimi dimostra la diffusione e l'influenza dell'antica lingua pittica. I toponimi spesso ci permettono di dedurre l'esistenza di insediamenti storici dei Pitti in Scozia. Quelli con il prefisso Aber-, Lhan-, Pit- o Fin- indicano regioni abitate in passato dai Pitti (per esempio Aberdeen, Lhanbryde, Pitlochry o Findochty). Dal punto di vista linguistico vi sono comunque forti prove che ad un certo punto almeno alcuni degli abitanti dell'area pittica parlassero lingue celtiche insulari legate alle più meridionali lingue brittoniche. Ciò non costituisce però un sicuro indizio dell'appartenenza del pittico alle lingue celtiche, come dimostrano alcune testimonianze raccolte già nei tempi antichi, soprattutto ad opera dei primi monaci cristiani operanti nella regione: Columba di Iona, gaelico, usò un interprete nella terra dei Pitti; Beda il Venerabile affermava che il pittico era una lingua distinta da quella parlata dai Britanni, dagli Scoti e dagli Angli.

### L'ipotesi celtica
Secondo l'opinione tradizionale gaelica — oggi però contestata da molti studiosi — il pittico sarebbe identico al o discenderebbe dal gruppo brittonico che i Gaeli chiamavano, e ancora chiamano, Cruithne. Il termine Cruithne è verosimilmente imparentato con il gallese Prydain, nel quale vediamo la normale corrispondenza fonetica tra /k/ goidelica e la /p/ brittonica (entrambi i suoni vengono dall'indoeuropeo /kw/). Dal brittonico Prydain (o piuttosto dalla sua forma più antica Pretani) deriva (attraverso il Latino) la parola inglese Britain, "Britannia". Una ricostruzione del pittico è stata tentata e utilizzata nel film King Arthur (2004).
Il primo ad avanzare l'ipotesi di una parentela fra il pittico ed il gaelico fu lo studioso umanista (e parlante gaelico nativo) George Buchanan nel 1582. A lui si sono poi rifatti molti studiosi successivi.
L'ipotesi del pittico come una lingua brittonica (compatibile con l'affermazione di Buchanan dell'affinità con il gaelico) fu ripresa agli inizi del XIX secolo dall'antiquario George Chalmers, secondo il quale il pittico ed il britannico erano in realtà la stessa lingua. Lo studioso celtico Whitley Stokes sostenne che il pittico era strettamente imparentato con il gallese ed il toponimista William J. Watson dimostrarono, con un accurato studio dei toponimi scozzesi, l'esistenza di una lingua brittonica dominante nelle aree storiche dei Pitti e conclusero che la lingua pittica fosse un'estensione settentrionale del britannico, mentre il gaelico sarebbe stato un'introduzione successiva proveniente dall'Irlanda.
William Forbes Skene nel 1837 sostenne che il pittico era una lingua goidelica affine al moderno gaelico scozzese. Questa opinione, implicante invasioni indipendenti dell'Irlanda e della Scozia da parte di invasori goedelici, godette di grande popolarità nella Scozia del XIX secolo, poiché scontava un'influenza irlandese nello sviluppo della Scozia gaelica. In realtà, è probabile che ci sia stata un'influenza delle invasioni degli Scoti dall'Irlanda sull'evoluzione del gaelico scozzese, ma la maggioranza degli studiosi a partire da Stokes nel 1890 l'hanno considerata una lingua celtica-P.

### Le ipotesi non celtiche
Nel 1789 John Pinkerton tentò di dimostrare che i Pitti provenivano dalla Scandinavia e che la loro lingua era di origine germanica, precorritrice dello scots moderno. Le sue prove, però, erano discutibili e spesso bizzarre, tese a dimostrare una presunta inferiorità dei Celti.
John Rhys, nel 1892, muovendo dalle iscrizioni ogham apparentemente inintelligibili rinvenute nelle aree pittiche di tipo storico, tentò dapprima di avvicinare il pittico alla lingua basca, ma in seguito ipotizzò che derivasse da una non meglio precisata lingua non indoeuropea. Heinrich Zimmer prese una posizione simile, sostenendo che il pittico era fondamentalmente "non ariano" (cioè, non indoeuropeo), rivestito di goedelico e brittonico. La sua opinione era influenzata dallo studio delle iscrizioni di Rhys, insieme alla constatazione di pratiche culturali dei Pitti che egli considerava non indoeuropee, come il tatuaggio e la matrilinearità. Questa posizione è stata generalmente accettata per gran parte del XX secolo da studiosi come MacNeill e Macalister. Tentativi occasionali di accostare il pittico a lingue non indoeuropee moderne sono stati fermamente rigettati dal mondo accademico.
Nel tentativo di distaccarsi dall'ipotesi tradizionale, nel 1955 Kenneth H. Jackson ha ipotizzato che ci fossero due diverse lingue pittiche, una brittonica e una non indoeuropea, che sarebbe stata utilizzata per le iscrizioni ogham. L'ipotesi di Jackson si inseriva nell'opinione allora corrente che un'élite brittonica, identificata come i costruttori dei broch, fosse migrata dal sud della Britannia nel territorio pittico, dominando una maggioranza pre-celtica. Questa ricostruzione tentava di riconciliare le evidenti difficoltà di traduzione dell'ogham notate in precedenza da Rhys con le schiaccianti prove di una lingua pittica brittonica. Jackson si è accontentato di liquidare le iscrizioni ogham come intrinsecamente inintelligibili.
Il punto di vista di Jackson è stato condiviso da molti, dominando il panorama accademico della seconda metà del XX secolo. Francisco Villar include il pitto tra le lingue dal carattere non-indoeuropeo. Recentemente, però, basandosi sui progressi nello studio dell'origine dei broch (visti ormai come un prodotto indigeno) e nella traduzione dell'ogham, gli studi di Katherine Forsyth hanno contestato questa idea. La Forsyth, infatti, scrive (Forsyth 1997, p. 37) che "sulla base delle evidenze attuali l'unica conclusione accettabile è che, dal tempo delle nostre prime fonti, c'è stata un'unica lingua parlata nella terra dei Pitti, il riflesso più settentrionale del Brittonico". Il dibattito è quanto mai aperto.